# Phaedotrogus ceylonicus
Phaedotrogus ceylonicus är en skalbaggsart som beskrevs av Vladimir Balthasar 1972. Phaedotrogus ceylonicus ingår i släktet Phaedotrogus och familjen bladhorningar. Inga underarter finns listade i Catalogue of Life.